# Прапор Замостя

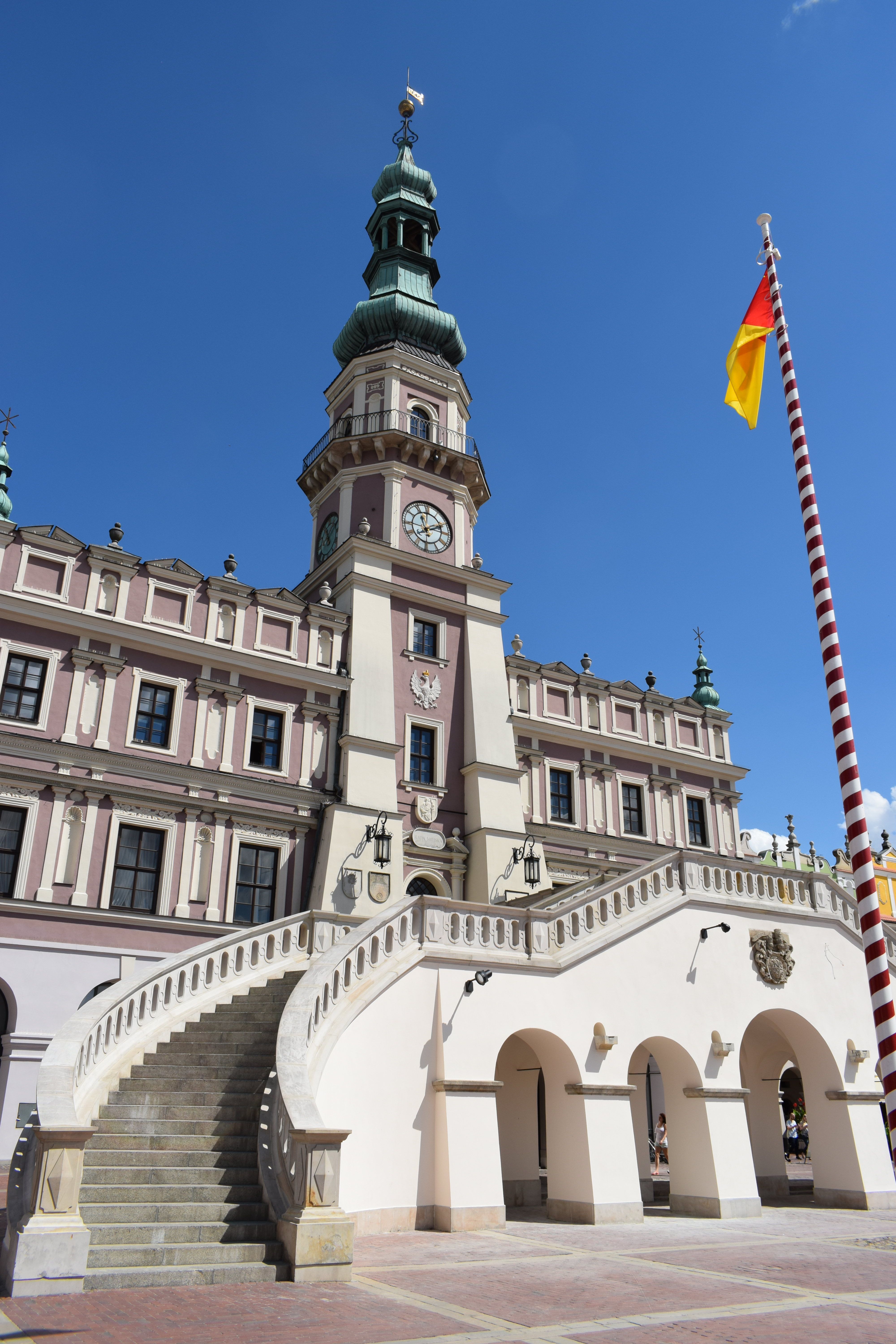
Прапор Замостя на флаґштоку біля місцевої ратуші. 2016 рік

Пра́пор Замо́стя (пол. Flaga Zamościa) — один із офіційних символів міста (на правах повіту) Замостя Люблінського воєводства Польщі. Був розроблений 1995 року майбутнім головою Польського вексилологічного товариства Яцеком Скорупським та затверджений рішенням міськради Замостя від 28 серпня того ж року № XVIII/121/95[⇨].

## Опис
Прапор Замостя являє собою прямокутне полотнище зі співвідношенням сторін 5:8, розділене по діагоналі з нижнього від древка кута до верхнього з вільного краю на два прямокутні трикутники: червоного (біля древка згори) та жовтого (у вільному краю знизу) кольорів. У кантоні зображено фігуру герба Єліта, що є одним із елементів герба Замостя та родовим гербом засновника міста Яна Замойського.
Офіційно затверджений міськрадою Замостя базовий опис прапора:

### Значення символів
Діагональний поділ полотнища на лицьовому боці символізує літеру Z, що є початковою в назві (ініціалом) Замостя латинкою. За словами президента міста Анджея Внука, червоний колір прапора означає кров і боротьбу, а жовтий — сонце.

## Історія
7 квітня 1995 року тодішній голова міськради Замостя Марцін Замойський надіслав листа до Польського вексилологічного товариства зі згодою на пропозицію про допомогу в розробці міського прапора. Вже в середині травня того ж року до Замостя було надіслано проєкт прапора за авторством тодішнього секретаря й майбутнього голови Товариства Яцека Скорупського, що запропонував фігуру й кольори герба Єліта як основу та діагональне розташування кольорів через наявність у деяких інших міст країни жовто-червоних прапорів із горизонтальними смугами. Зрештою цей проєкт (із невеличкими змінами) був затверджений як прапор міста рішенням міськради Замостя від 28 серпня 1995 року № XVIII/121/95. 8 вересня того ж року прапор уперше було вивішено над місцевою ратушею.

## Стандартизація кольору
| Схема   | Червоний              | Жовтий                   |
| ------- | --------------------- | ------------------------ |
| RGB     | 255, 5, 3             | 247, 237, 15             |
| CMYK    | 0, 98, 99, 0          | 3, 7, 94, 0              |
| HEX     | ff0503                | f7ed0f                   |
| Websafe | ff0000                | ffff00                   |
| RAL     | RAL 3026              | RAL 1026                 |
| Lab     | 63.701, 87.132, 70.01 | 99.618, −17.229, 116.966 |